# 2011年日本東北地方太平洋近海地震
東北地方太平洋近海地震（日语：／ Tōhokuchihō Taiheiyōoki Jishin ?）是指日本標準時間（UTC+9）2011年3月11日14時46分發生於日本東北地方外海三陸沖的矩震級為9.0的大型逆衝區地震。震央位於在宮城縣首府仙台市以東的太平洋海域，震源深度測得數據為24（14.9英里），最大震度达到了日本气象厅震度等级中的震度7，并且引发最大溯上高40.1公尺的巨大海嘯。
這場地震是日本有觀測紀錄到以來第一個震級超過9的地震，也是世界地震史上第四大地震，其引發的巨大海嘯也最為嚴重，更引發了一系列災害（包括福島核災），導致了大規模的地方機能癱瘓和經濟活動停止，在東北地區，部份城市更遭受毀滅性破壞。該地震引起的一系列災害由日本政府統稱為「東日本大震災」，為日本本土戰後以來最嚴重的自然災害。
此次地震造成的经济损失与人员伤亡十分严重。根据日本消防部的数据，共有19,759人死亡，2,553人失踪，6,242人受伤。而在财产损失方面，根据世界银行估计的经济损失约为2,350亿美元，这也使得此次地震成为历史上经济损失最严重的自然灾害。同时，根据2020年的一项研究指出“地震及其后果导致日本灾后一年的实际 GDP 增长下降了0.47个百分点。”

## 地震
地震發生在2011年3月11日（星期五）世界標準時5時46分23秒，即日本標準時間14時46分23秒，震央位於仙台市以東的太平洋海域約130公里處，距日本首都东京約373公里。按日本氣象廳地震规模計算方法计算，此次地震震级为日本气象厅地震规模8.4。地震發生之初，美國地質調查局發佈此次地震的規模為矩震級7.9，後數次將震級修正為8.1、8.8、8.9，再於3月13日上午與日本氣象廳共同上修至矩震级9.0，成為日本史上第一個規模超過9的地震。2016年11月7日，美國地質調查局又将震级修正为矩震级9.1。
除了東北地方之外，東京所在的關東地方於地震發生時的有感晃動時間長達6分鐘。這次地震使本州島移動，地球的地軸也因此發生偏移。因地震所觸動的海嘯波源範圍，南北長約500公里，東西寬約200公里，創下日本海嘯波源區域最廣的紀錄。

### 震度

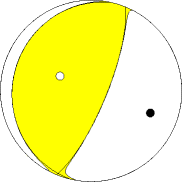
一个可视化的此地震的震源机制解，是在西倾断层面上的低角度逆冲。

以下列出观测到震度6弱以上的地區。
| 震度 | 都道府縣 | 市区町村 |
| ---- | -------- | --- |
| 7    | 宮城縣   | 栗原市 |
| 6強  | 宮城縣   | 涌谷町 登米市 美里町 大崎市 名取市 藏王町 川崎町 山元町 仙台市（宮城野区） 石卷市 鹽釜市 東松島市 大衡村                                                        |
| 6強  | 福島縣   | 白河市 須賀川市 国見町 鏡石町 天榮村 楢葉町 富岡町 大熊町 双葉町 浪江町 新地町                                                                                  |
| 6強  | 茨城縣   | 鉾田市 日立市 高萩市 小美玉市 那珂市 笠間市 筑西市 常陸大宮市                                                                                                   |
| 6強  | 栃木縣   | 大田原市 宇都宮市 真岡市 市貝町 高根澤町 |
| 6弱  | 岩手縣   | 大船渡市 釜石市 瀧澤村 矢巾町 花卷市 一關市 藤澤町 奥州市 |
| 6弱  | 宮城縣   | 氣仙沼市 南三陸町 白石市 角田市 岩沼市 大河原町 亘理町 仙台市（青葉区、若林区、泉区） 松島町 利府町 大和町 大鄉町 富谷町                                        |
| 6弱  | 福島縣   | 福島市 郡山市 二本松市 桑折町 川俣町 西鄉村 中島村 矢吹町 棚倉町 玉川村 浅川町 小野町 田村市 伊達市 本宮市 磐城市 相馬市 廣野町 川内村 飯舘村 南相馬市 猪苗代町 |
| 6弱  | 茨城縣   | 水戶市 北茨城市 常陸那珂市 茨城町 東海村 常陸太田市 土浦市 石岡市 取手市 筑波未來市 鹿嶋市 潮来市 美浦村 坂東市 稻敷市 霞浦市 行方市 櫻川市 常總市 取手市 城町  |
| 6弱  | 栃木縣   | 那須町 那須塩原市 芳賀町 那須烏山市 那珂川町 |
| 6弱  | 群馬縣   | 桐生市 |
| 6弱  | 埼玉縣   | 宮代町 |
| 6弱  | 千葉縣   | 成田市 印西市 |

### 前震與餘震紀錄
本次地震前有一系列前震，包括3月9日規模7.2的地震。这次地震是由于在板块在交界处发生聚合，产生出猛烈的冲击力所造成。
主震之前发生了几次大的前震，据报道还有几百次余震。第一次主要的前震之一是3月9日发生的MW 7.3地震，距离3月11日地震的震中约40公里(25英里) ，同一天还有三次超过MW 6.0的前震。3月11日主震之后，据报道在日本标准时间15:08(协调世界时6:06)发生了MW 6.0的余震，在日本标准时间15:15(协调世界时6:16)发生了MW 7.9的余震，在日本标准时间15:26(协调世界时6:26)发生了MW 7.7的余震。自最初的地震以来，已经发生了超过800次MW 4.5以上的余震，其中包括2013年10月26日(当地时间)发生的一次MW 7.1的余震。余震的衰减遵循大森定律，该定律指出，余震发生的频率随着主震以来时间的倒数而下降。因此，余震将逐渐减弱，但可能持续数年。
| 类型 | 时间（UTC+9）    | 规模          | 地域及坐标                                  | 震源深度 | 最大烈度 | 受伤 | 死亡              |
| ---- | ---------------- | ------------- | ------------------------------------------- | -------- | -------- | ---- | ----------------- |
| 前震 | 2011-03-09 11:45 | MW 7.3 Mj 7.3 | 38°25′26″N 142°50′10″E / 38.424°N 142.836°E | 8km      | 5-       | 2    | 0                 |
| 主震 | 2011-03-11 14:46 | MW 9.1 Mj 8.4 | 38°17′49″N 142°22′23″E / 38.297°N 142.373°E | 29km     | 7        | 6242 | 19759（2553失踪） |
| 余震 | 2011-03-11 15:08 | Mj 7.4        | 38°17′49″N 142°22′23″E / 38.297°N 142.373°E | 32km     | 5-       | 0    | 0                 |
| 余震 | 2011-03-11 15:15 | MW 7.7 Mj 7.6 | 36°16′N 141°08′E / 36.27°N 141.14°E         | 43km     | 6+       | 0    | 0                 |
| 余震 | 2011-03-11 15:25 | MW 7.7 Mj 7.5 | 38°03′N 144°35′E / 38.05°N 144.59°E         | 19km     | 4        |      | 0                 |
| 余震 | 2011-04-07 23:32 | MW 7.1 Mj 7.2 | 38°15′11″N 141°38′24″E / 38.253°N 141.640°E | 42km     | 6+       | 141  | 4                 |
| 余震 | 2011-04-11 17:16 | MW 6.6 Mj 7.0 | 38°15′11″N 141°38′24″E / 38.253°N 141.640°E | 10km     | 6-       | 10   | 4                 |
| 余震 | 2011-07-10 09:57 | MW 7.0 Mj 7.3 | 38°02′24″N 143°17′13″E / 38.040°N 143.287°E | 23 km    | 4        | 0    | 0                 |
| 余震 | 2012-12-07 17:18 | MW 7.3        | 37°53′24″N 144°56′56″E / 37.890°N 144.949°E | 49km     | 5-       | 14   | 2                 |
| 余震 | 2013-10-26 02:10 | MW 7.1        | 37°10′12″N 144°39′54″E / 37.170°N 144.665°E | 10km     | 4        | 0    | 0                 |
| 余震 | 2014-07-12 04:22 | MW 6.5 Mj 7.0 | 37°03′N 142°19′E / 37.05°N 142.32°E         | 33km     | 4        | 0    | 0                 |
| 余震 | 2016-11-22 5:59  | MW 6.9 Mj 7.4 | 37°21′11″N 141°36′11″E / 37.353°N 141.603°E | 25km     | 5-       | 21   | 0                 |
| 余震 | 2021-02-13 23:07 | MW 7.1 Mj 7.3 | 37°41′10″N 141°59′31″E / 37.686°N 141.992°E | 55km     | 6+       | 185  | 1                 |

### 地质背景

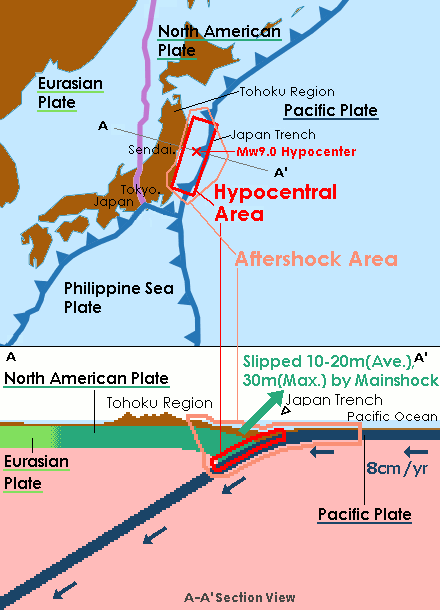
2011年日本东北地方太平洋近海地震的发震机制

这个大型逆冲区地震是早先869年贞观三陆地震地震机制的重现，据估计，那次地震的震级至少为MW 8.4，其引发了一场大海啸，淹没了仙台平原。在仙台平原的全新世序列中已经发现了三次海啸沉积物，它们都是在过去的3000年内形成的，表明可以引发大型海啸的地震的重复发生间隔为800到1100年。2001年，人们估计，随着1100多年的过去，一场大海啸袭击仙台平原的可能性很大。2007年，在接下来的30年里，发生一次MW8.1-8.3级地震发生的概率为99%。
这次地震发生在太平洋板块俯冲到本州岛北部下方的北美板块之下的日本海沟。太平洋板块以每年8到9厘米的速度向下俯冲，下沉到北美板块之下，形成大量的弹性势能。这种运动将上层板块向下挤压，直到累积的应力引起地震，使得上层板块恢复原状。这会使海底上升数米。这种级别的地震通常会有至少500公里(310英里)的断裂长度和个长而相对竖直的断层面。由于日本海沟的板块边界和俯冲带不是很直，所以地震震级超过MW 8.5是不寻常的，这次地震的震级让一些地震学家感到惊讶。这次地震的震中范围从岩手县近海延伸到茨城县近海。日本气象厅表示，这次地震可能使从岩手县到茨城县的断层带破裂，断层带长500公里(310英里) ，宽200公里(120英里)。分析表明，这次地震由三次破裂组成。1896年和1933年，三陆冲地区还发生了其他伴随海啸的大地震。
本次地震震源区耦合系数较高，西、北、南耦合系数较低的区域包围。根据震源区0.5-0.8的平均耦合系数和地震矩，估计此次地震的滑动亏损累积时间为260-880年，与根据海啸沉积资料估算的此类大地震的复发时间相吻合。这次地震的地震矩约占1926年至2011年3月估计累积矩的93% 。因此，该地区自1926年以来发生的7级左右的地震只释放了部分积累的能量。在海沟附近区域，耦合系数较高，可能成为大海啸的源头。
大部分前震为板间地震，具有逆冲型震源机制。在三陆近海发生的余震中，板块间和板块内地震都有相当大的比例。

## 海嘯

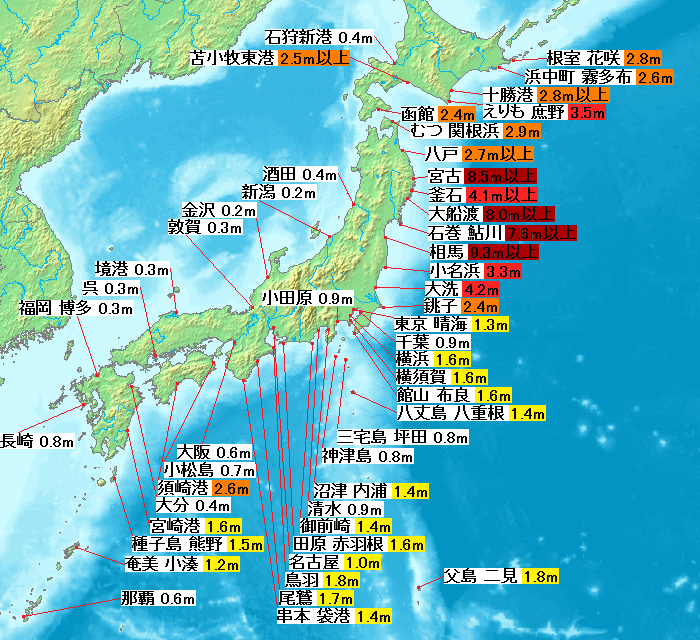
各地觀測到海嘯高度

日本本州、北海道、九州及四國太平洋侧共2,000公里海岸線受到不同程度的海嘯侵襲，災後調查顯示共500公里的沿岸地区海嘯溯上高度超過10公尺，最大溯上高達40.1公尺。日本氣象廳對東北、關東太平洋沿海地區發出大海嘯警報。宮城縣、岩手縣、福島縣等地地震過後遭到海嘯袭击，沿海地區遭到毀滅性的破壞。日本政府表示沿海死傷人數可能高於預估。
東北地方人口最多的宮城縣，縣內沿海城市多遭受海嘯襲擊。首府仙台市市區在海嘯侵襲後造成嚴重水災，多數居民被迫撤離。仙台機場跑道大部分被淹，只留下航廈大樓。氣仙沼市港邊的漁船用油槽被捲倒引發大火，燃燒物隨浪潮漂流，全市在一時內陷入火海並燃燒多時。
在美國太平洋海嘯警報中心發出警告後，日本、俄羅斯、夏威夷、美國西岸、墨西哥等地均观测到大小不等的海嘯。美国阿拉斯加海啸预警中心曾經发布从加利福尼亚州到华盛顿州一帶的海啸预警，到达美国西岸一带的海啸高約1至2.4公尺，至少一名男子被巨浪卷走丧生。而在夏威夷毛伊岛造成的海啸高达2公尺（6.6英尺）；据此报道，此次地震引发的海啸水墙高度甚至高於太平洋上的部分岛屿。另外在墨西哥和秘魯沿海地區也測量到約0.7到1.5公尺的海嘯，並沖毀部分房屋，但未造成傷亡。於印度尼西亞巴布亞省的查雅普拉，海嘯造成1人死亡，並破壞部分房屋及橋梁。
海啸的成因可能与日本宫城县牡鹿半岛约220公里外海底的海沟轴附近应力的释放有关。海沟轴附近应力的状态由地震前太平洋板块俯冲带来的西北－东南方向的挤压，转变成了西南－东北方向的拉伸。

## 影响

### 命名
此次地震發生當日，日本氣象廳將本地震命名為「平成23年（2011年）東北地方太平洋近海地震」。
- 日語：[12]
- 英語：[12]

翌日起，日本傳媒以不同名稱報導該次地震：
- 東北關東大震災：NHK[64][65]
- 東日本大震災：NHK[66]、產經新聞[67]、朝日新聞[68]、毎日新聞[69]、時事通信社[70]、富士電視台[71]、FM東京[72]
- 東日本大震災／東北、關東大地震：共同通信社[73][74]、東京新聞[75][76]、中日新聞[77][78]
- 東日本巨大地震：讀賣新聞[79]、日本經濟新聞[80]、朝日電視台[81]
- 東日本大地震：日本電視台[82]

部分中文傳媒称之為311大地震。
直接将发生日期3.11作为称呼的方式也被广泛采用。
日本政府於2011年4月1日的內閣會議中，正式將與該次地震有關的災害（包含福島核災）統一命名為「東日本大震災」。

### 死傷、破壞

#### 日本
至2022年3月，日本消防廳發布公布19,759死、2,553失踪、6,242伤。遭受破壞的房屋1,292,417棟，為日本二戰後傷亡最慘重的自然災害。災情尤以東北地方岩手縣陸前高田市、宮城縣氣仙沼市、南三陸町和福島縣南相馬市最為嚴重，NHK新聞形容是次災難是對東北三縣「毀滅性打擊」。除了東北地方受災嚴重，緊鄰的關東地方也傳出災情。由於日本人口最稠密的東京都會區即位於關東南部，導致東京居民的日常生活受到影響。
由於數處發電廠停止運作導致供電不足，關東地方自3月13日起實施分區供電，而宮城縣、福島縣多數地區及埼玉縣、千葉縣部份地區未恢復燃氣供應；另外，東北、關東等地有超過100萬戶沒有食水供應。

##### 東北地區

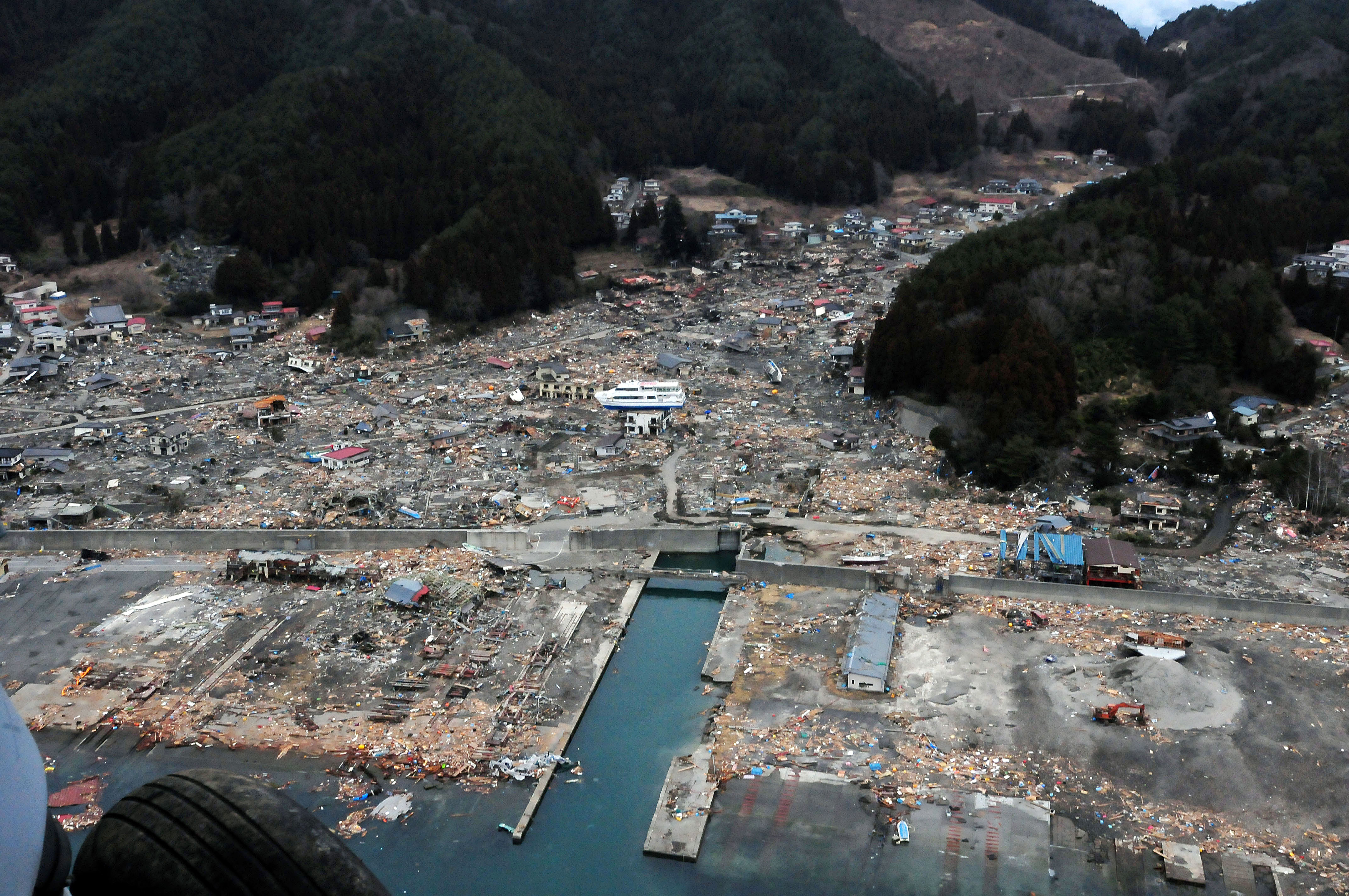
海嘯後的沿岸

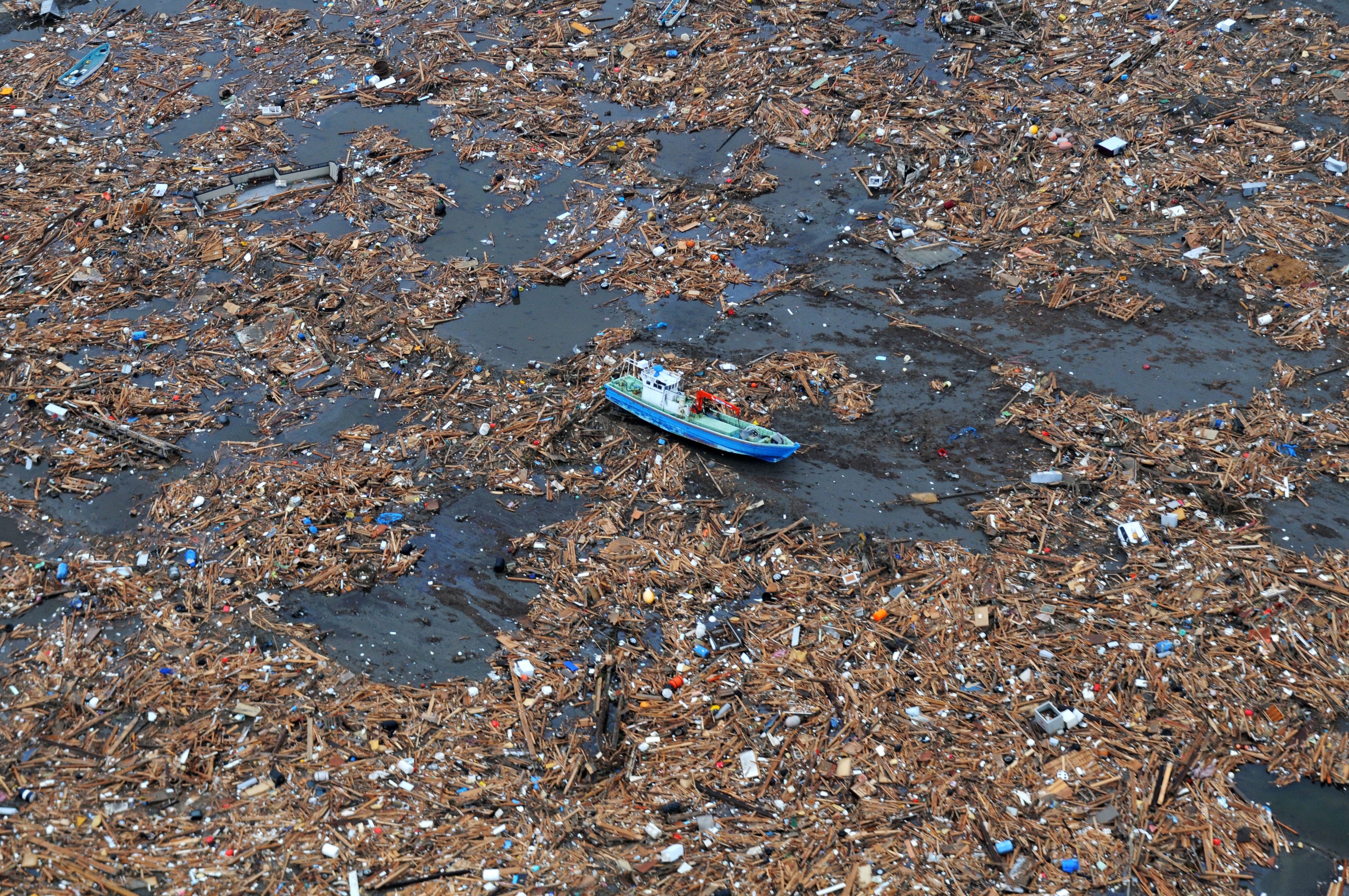
海嘯後的沿岸

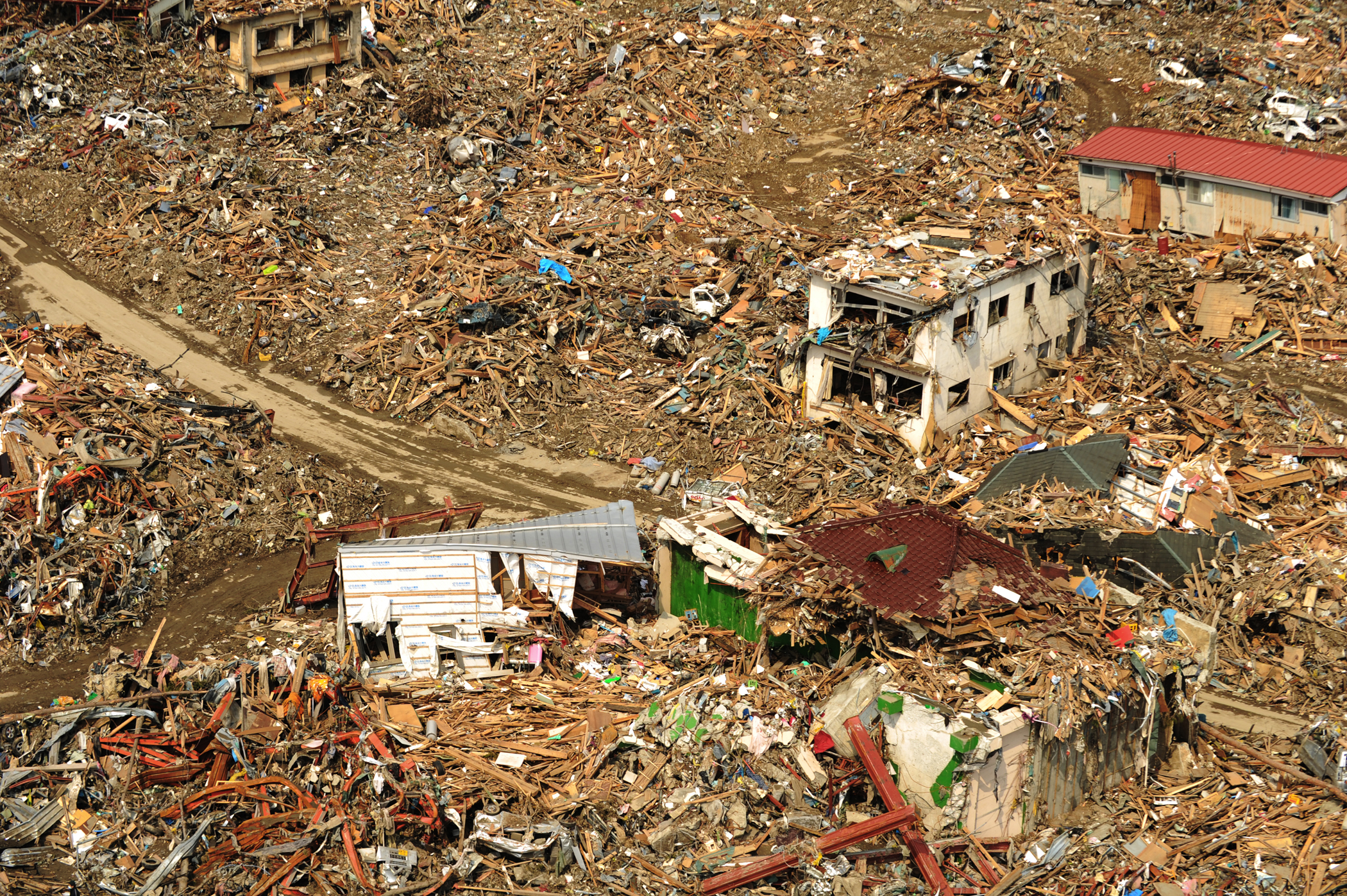
海嘯後的沿岸地區

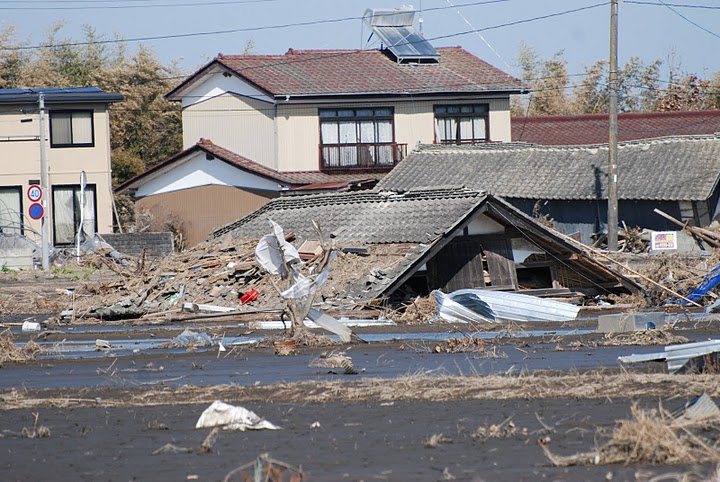
遭海嘯沖毀的樓層

東北地方由福島縣南相馬市至宮城縣鹽竈市約100公里的沿海地區被海嘯沖撃造成的泥水流淹蓋。岩沼市、名取市海邊防風林被撃倒。多賀城市有儲油筒著火傾側，油污流入松島附近海域污染海面。另外東北個別地區受災情況如下：
- 陸前高田市處於被毀滅狀態，全市8成以上地方（5,000個家庭）被水淹沒[96][97]，2,000～3,000間房屋被沖走，截至3月12日晚上發現300至400具屍體[98]。消防廳全被破壞，無法聯絡當地人員確定生還人數。[99]
- 氣仙沼市海灣向內陸約6公里範圍被海嘯沖擊，大量漁船、民房被沖毀，全市3分之1淹沒，漁船用油槽被捲倒，3處發生大規模火災。[100][101][102]
- 福島第一核能發電廠疑似有核能外洩可能，半徑10公里內的住民即被要求撤離。[103]
- 福島縣南相馬市受嚴重破壞，海嘯越過松林席捲沿岸數公里，大量房屋沖毀，隨泥水飄流。農產品作物受浸損失[99]。
- 青森縣八戶市洪水沖走汽車，多人失蹤，許多地區被水淹沒。[99]
- 宮城縣東松島市的日本航空自衛隊松島基地有18架的F-2戰鬥機、4架T-4教練機、4架UH-60黑鷹直升機等被淹沒故障，基地中的200名人員失去聯繫。

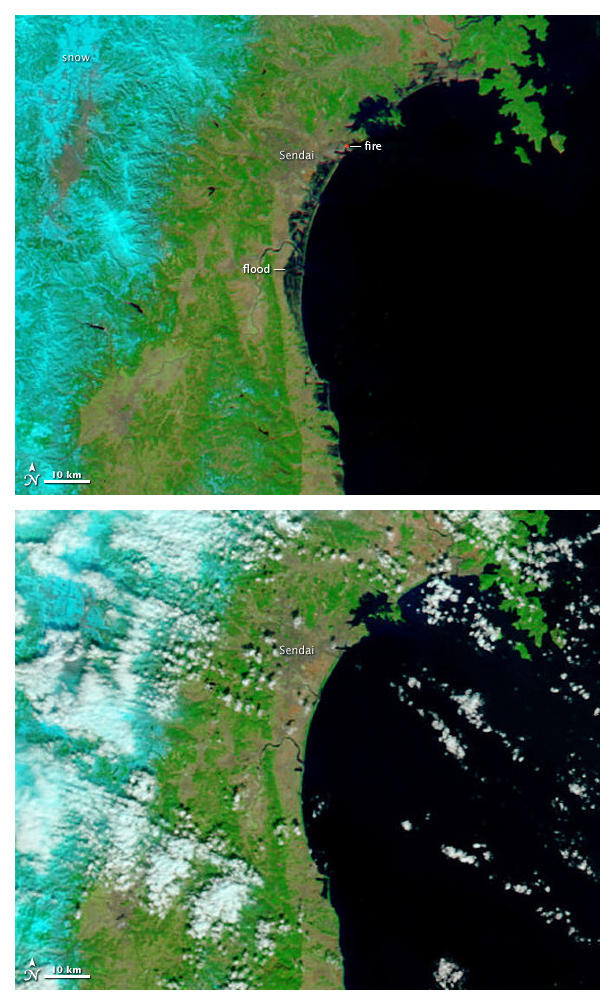
仙台市週邊海岸線的變化
（上）海嘯侵襲後
（下）海嘯侵襲前

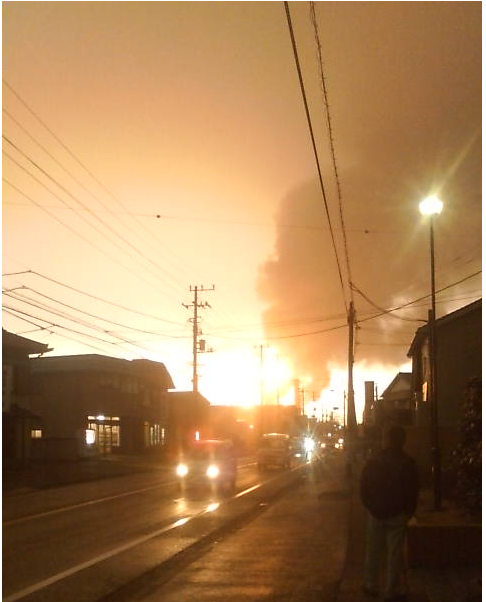
千葉煉油所發生大火

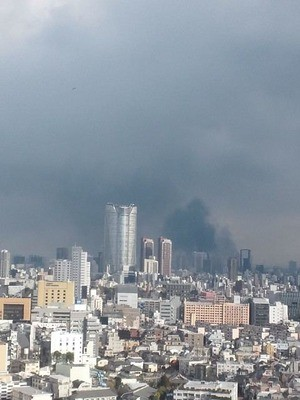
地震後在東京發生的火災

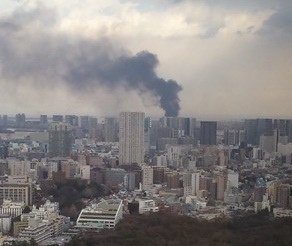
地震後在東京發生的火災

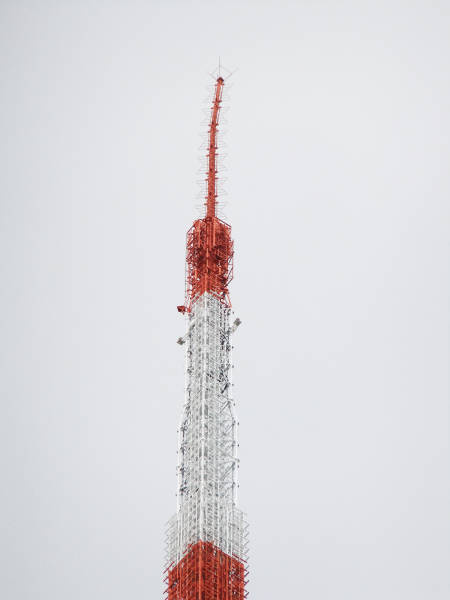
東京鐵塔的天線彎曲

##### 日本其他地區
- 位於千葉縣市原市的科斯莫石油公司（COSMO）千葉煉油廠亦因地震導致廠區內數個儲油槽爆炸引發大火，隨後因波及其他設置再度發生爆炸，火球升上數十公尺高空[104][105]。
- 東京都因地震發生最少24宗火災，包括位于台場的東京電信中心大樓。墨田區興建中的東京天空樹有部分支架掉落。東京鐵塔的塔頂天線因地震而歪斜[106][107]。東京迪士尼樂園因地震導致停車場出現「土壤液化」現象，臨時關閉[108]。九段會館有天花板塌下，當時東京觀光專門學校（新宿區）有593名師生和家長在內進行畢業典禮，造成2死34傷[109]。
- 東京都會區的地下鐵和鐵路交通系統，也因地震所造成的設施損害而暫停運作許久，導致許多居民留宿在臨時搭建的避難所或車站之中。[110]
- 北海道函館市受2公尺多高的海嘯巨浪沖击[111]，1名男性因醉酒，來不及在海嘯警報時逃生而溺斃[112]。

#### 世界其他地区
此次地震及海嘯總計影響除了日本以外之27個國家。

##### 美国
- 加利福尼亚州：海南至少有5人被海浪卷走，其中有一名摄影者仍然失踪，失踪者被宣布为已死亡[113]。聖塔克魯茲碼頭和船隻損失約達200萬美元、德爾諾特郡首府出現逾2公尺高巨浪，損壞約35艘船隻，多數碼頭受損。
- 奧勒岡州寇里郡的布魯金斯港約12艘船沉沒。
- 夏威夷州的夏威夷島有12棟住宅全毀或嚴重受損。歐胡島的凱路亞柯納也造成約100萬美元損失。

##### 厄瓜多
厄瓜多的加拉帕戈斯群島，基礎建設遭到破壞。

##### 智利
智利北部的塔爾卡瓦諾通報海水倒灌。

### 核电紧急状态
在地震后，宫城县内由东北电力公司负责运营的女川核电站的发电机发生火警，该核电站是距离此次地震震央最近的一座核电站。
据东北电力公司消息，女川核电站机组已自动停止运行。另据共同社报道，震后日本福岛第一核电厂的紧急核心冷却装置也被启动，福岛第一、第二核电站的1号、2号及3号反应堆也自动停止运行，但之後確認已有放射性物质泄漏。
国际原子能机构当天也发布消息称，日本最靠近震中的4座核电站均已“安全关闭”。

#### 核洩漏
11日，有消息称福島第一核电站2号机组核反应堆内的水位在下降，继续发展可能导致核洩漏。因此，時任官房長官枝野幸男向福岛第一核电站周边3公里内的居民发布紧急避难指示，要求他们紧急疏散，并要求3公里-10公里内居民处于准备状态。这是日本历史上首次因核电站事故原因宣布进入紧急状态。
|            | 因为核反应堆无法进行冷却，为以防万一，希望大家紧急避难。 |
| ——枝野幸男 |                                                          |

接到指示后，福岛县政府发出通报，要求福岛第一核电站2号机组辐射半径2公里以内大熊町、双叶町的居民疏散避难，撤离规模为3,000人左右。之后有消息称，该次撤离实际涉及1,864人。
12日下午3时36分左右，福岛第一核电站一號機組发生氢气冷却剂爆炸，4名工作人员受伤，有建筑物天花板及外墙崩塌，仅剩建筑框架。日本政府之后称，发生崩塌的只是厂房的墙壁，而反应堆安全壳其实並没有发生爆炸。后来，疏散半径一度扩大到20公里。
日本经济产业省原子能安全保安院表示，福岛第一核电站反应堆容器中的气压已达到设计值的1.5倍，核电站正门附近的辐射量是通常的70倍以上，而1号反应堆的中央控制室辐射量已升至通常的1,000倍。这是日本首次确认有放射性物质外洩。此前，原子能安全保安院透露，福岛第一核电站1号机组附近检测到核裂变产生的放射性元素铯137，并认为反应爐芯的核燃料正在熔化，NHK稱此為日本第一起爐心融毀事故，當日20時20分開始將硼酸注入圍阻體裡。11日的1號機組核事故被评估为国际核事故分级的第四级。
3月14日11點01分，3號機也因同樣問題而導致氫氣爆炸，相關單位隨後發出通報，附近方圓20公里內600多位居民全部室內避難。
3月15日清晨6時10分，2號機組反應堆的控制壓力池損壞，而引發爆炸，而4號機組發生氫氣爆炸導致了火災，相關單位隨後要求廠房半徑20公里範圍內所有人撤離，30公里內範圍內的人留在家中，並將此區空域發布為無限期區域禁飛令。
3月16日清晨5時45分，福島第一核電站4號機組再度發生火警。
3月18日，日本將核事故程度升為五級。
3月20日，時任內閣官房長官枝野幸男明白表示，在這次地震當中遭到破壞的核電廠，將會廢棄，不會復原再行運作。
4月12日，日本原子能安全保安院将本次事故升至國際核事件分級表中的第7級，亦是最高級別。

### 地質影響
美國地質調查局教授丹尼爾·麥可納馬拉（Daniel Mcnamara）表示，地震使日本本州的海底出現了一條長約350公里（217英里）、寬約80公里（50英里）的裂縫，而日本本州亦因此向東移約2.4公尺（8英呎）。同時，日本本州部份地方因同震地表變形作用而發生沉降，使海水於海嘯後未有退去。意大利的地球物理與火山研究所得到的結論：這場地震使地軸移動了10厘米。加拿大多倫多大學的地质学家安德魯·邁阿爾（Andrew Miall）表示，地軸因地震移動了25厘米。美國太空總署的地球物理學家理查·葛羅斯（Richard Gross）計算，這地震使地球自轉快了1.6微秒。日本东北大学地震和喷火预知研究观测中心发现宮城縣牡鹿半岛以外约175公里的深约3,200公尺海床在地震后向东南方向移动了约30公尺，海上保安厅则发现牡鹿半岛外侧约130公里深约1,700公尺海床移动了约24公尺。
地質學家布萊恩·阿特沃特（Brian Atwater）指出，此次地震釋出的能量接近美國全國1個月的能源消耗量。
日本气象厅宣布，震后日本全国包括富士山在内，至少有13座活火山周边的地震活动开始活跃。

## 各方反應

### 日本
日本政府于3月12日向国际原子能机构通报了本次事故。该机构的事故紧急中心提出日本必须不间断同各加盟国之间交换事故最新情报的方针，并表示只要日本政府需要将提供技术支援。
地震發生之後，時任日本內閣總理大臣菅直人在總理大臣官邸設立「緊急災害對策本部」，並指示所有內閣成員立即到官邸集合。菅直人要求万全应对此次地震，并命令防卫大臣北泽俊美派自卫队进行救援。应宫城县知事村井嘉浩的要求，時任內閣官房長官枝野幸男宣布於3月11日派遣自卫队前往地震发生地区参与救灾，防卫省设立地震灾害对策本部。但時任日本內閣總理大臣菅直人處理福島核能電廠事故能力失當，導致福島核災發生，民意支持率大跌。在野黨於2011年6月2日發起倒閣案，雖然倒閣案失敗，但也使時任總理大臣菅直人領導的民主黨在之後的選舉中接連敗北，而曾经一度失去政权的日本自民党再度回归政坛核心。
3月16日，已鮮有露面的日本明仁天皇破天荒透過電視發表公開演說，對於日本受災民眾在這次重大災難中所表現出的冷靜，給予充分的肯定。這是日本歷史上，首次天皇在重大災難後發表電視演說，1995年的阪神大地震，明仁天皇僅以書面聲明鼓勵日本民眾。在此次的電視演說中，明仁天皇同時向國內外提出呼籲，希望能夠進一步關心災區和災民，並全力協助重建。此次地震影響造成東京必須分區供電，天皇主動要求全部皇室人員配合政府限電措施，能不要用電就不要用，盡量將資源留給受災民眾。而原本受英國皇室邀請參加4月底威廉王子婚宴的德仁皇太子夫婦，因考慮到國內人民正逢世紀災難，故以「國難」為由感謝受邀並婉拒出席，僅以書面向英方道賀婚訊。在震後第19天，明仁天皇夫婦親訪設立在東京武道館的暫時安置所，探望失去家園和親人的民眾，天皇明仁和皇后美智子兩人跪坐在災民面前，關切的傾聽災民的心聲並給予溫暖的撫慰，兩人探望災民的時間還超過原定時間1小時。
3月23日，《朝日新聞》早間版報導，東京電力可能需要最高1兆日圓用於維修地震中受損的核電廠，並支付其他費用。該報導提到，日本三家大型銀行三菱東京UFJ銀行、三井住友銀行、瑞穗實業銀行將於3月底向東京電力提供1千億日圓的緊急貸款，並考慮再向該社提供額外貸款。同時間，日本政府也準備通過關聯金融機構向東京電力發放貸款。

### 国际
根据日本外务省的消息，共有163个国家和地区以及43个国际组织对日本提供援助。
由东京海关成田分署29日公布的统计数据显示，3月12日至25日期间，共有29个国家和地区约190批食品及毛毯等救灾物资运抵成田机场，总重量约达1,300吨。

## 相關
- 2004年印度洋大地震
- 921大地震
- 嘉靖大地震
- 汶川大地震
- 海原大地震
- 唐山大地震

## 外部連結
日本政府資訊
- （日語）防災情報網頁（页面存档备份，存于） - 內閣府
- （日語）平成23年（2011年）東北地方太平洋近海地震之因應（页面存档备份，存于） - 首相官邸

地震訊息
- （简体中文）中國媒體相关新闻专题：搜狐（页面存档备份，存于）、新浪（页面存档备份，存于）、腾讯（页面存档备份，存于）、网易（页面存档备份，存于）
- （日語）平成23年（2011年）東北地方太平洋近海地震相關情報（页面存档备份，存于） - 地震調査研究推進本部
- （日語）（英文）日本氣象協會 地震情報（页面存档备份，存于）
- （日語）2011年3月 東北地方太平洋近海地震 - 東京大學地震研究所
- （日語）（英文）気象庁 | 地震・津波
- （日語）地震情報 :: weathernews（页面存档备份，存于）
- （英文）USGS Event ID usc0001xgp - Earthquake Details
- （日語）（英文）Google Crisis Response: 東北地方太平洋近海地震
- （英文）Integrated Tsunami Watcher Service（页面存档备份，存于）
- （英文）美國太空總署-日本地震專題（页面存档备份，存于）
- （英文）Japan Earthquake Map Viewer

國際社會因應
- （繁體中文）香港天文台有關海嘯的特別新聞公報（页面存档备份，存于）
- （繁體中文）香港保安局：外遊警示制度（页面存档备份，存于）
- （繁體中文）中華民國外交部領事事務局 - 國外旅遊警示分級表 - 日本（页面存档备份，存于）